# 珍妮特·楊
珍妮特·露西塔·楊（英語：Jeannette Rosita Young，1963年—），现任昆士兰州總督。自新南威爾士移居昆士兰後，擔任長達16年衛生總監。期間就新冠病毒疫情向白樂琪領導的州政府提議採取最嚴格的措施遏阻疫情，並獲全盤接納。雖然惹來爭議，此舉卻避免大量境內居民在接種疫苗前惹到病毒並得到重症。故白樂琪於2021年提名她作為新一任女王在該州的代表以表彰其功勞，並於疫苗接觸率達到7成時的11月履新。